# Myotis pruinosus
Myotis pruinosus — вид рукокрилих роду Нічниця (Myotis).

## Поширення, поведінка
Країни проживання: Японія. Віддає перевагу низинним гірським лісам до 200—300 м над рівнем моря. Лаштує сідала тільки в дуплах дерев.